# Pintura flamenca (siglos XV y XVI)

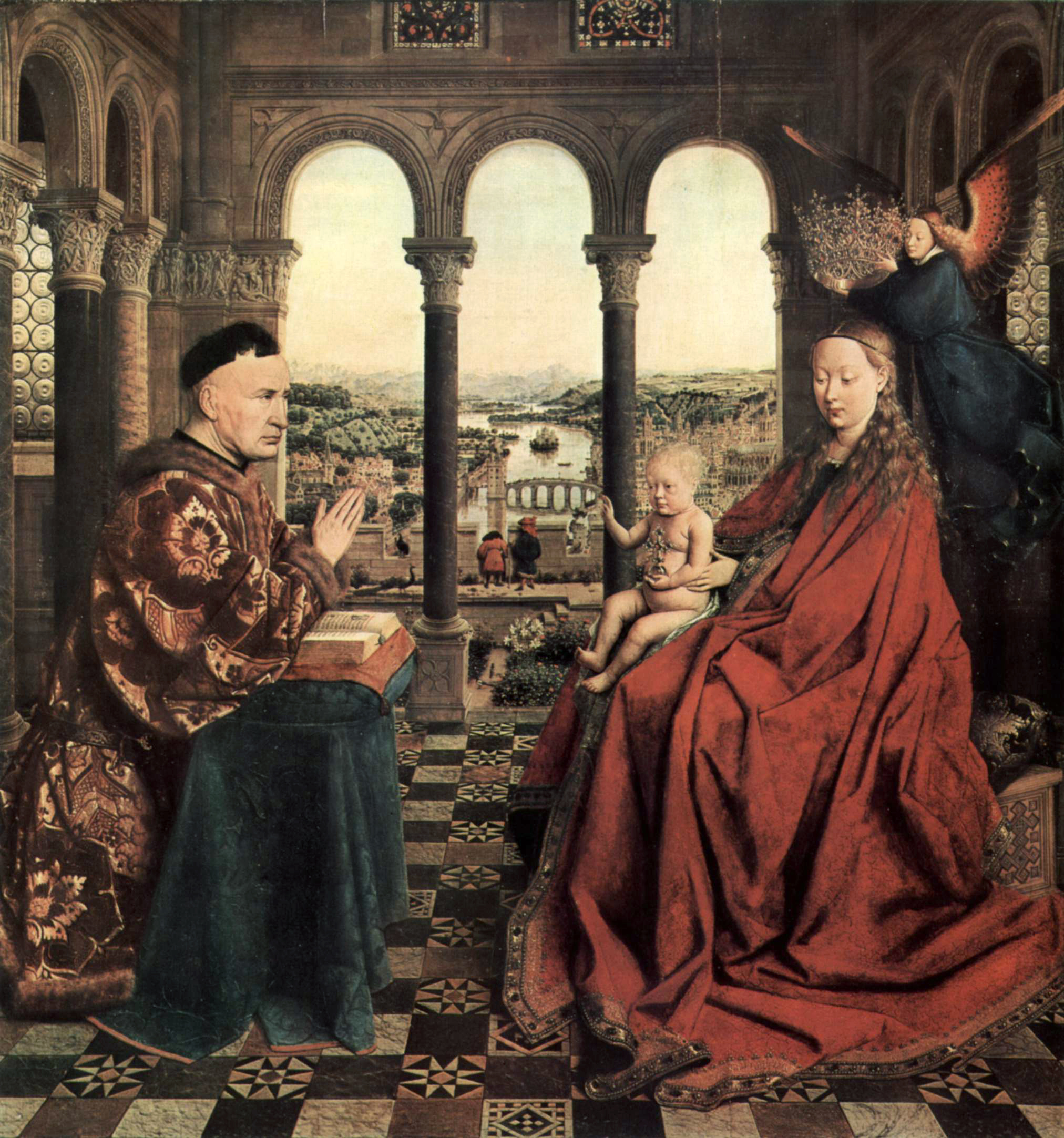
Virgen del Canciller Rolin de Jan van Eyck (Museo del Louvre, París).

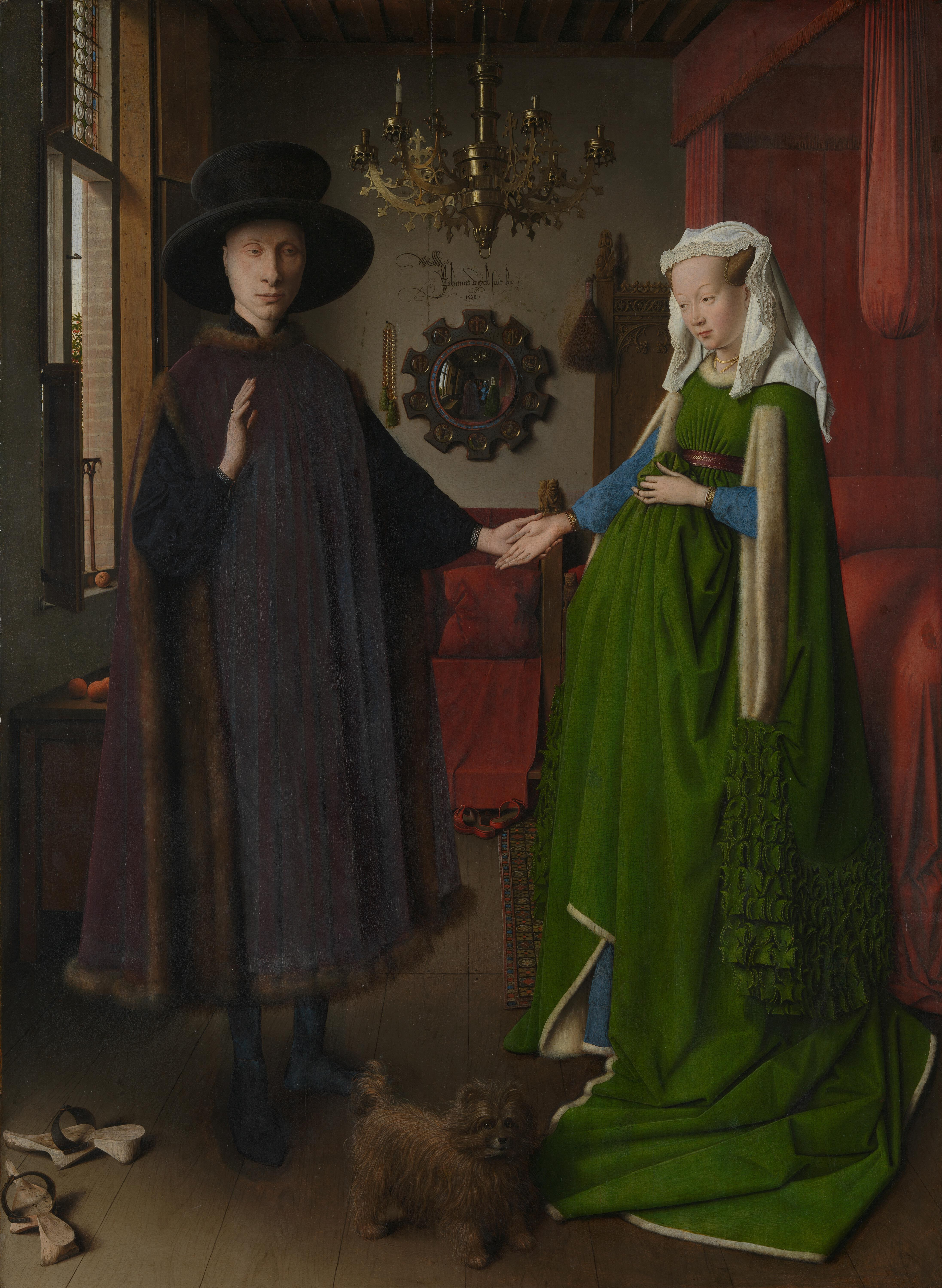
Retrato de Giovanni Arnolfini y su esposa, National Gallery, Londres.

Primitivos flamencos es la denominación historiográfica para los maestros de la escuela flamenca de pintura en sus siglos iniciales; desde Jan van Eyck (primera mitad del siglo XV) hasta Pieter Bruegel el Viejo (mediados del siglo XVI).
Dentro de la pintura flamenca existen varias escuelas: la italianista y la reaccionaria durante los siglos XV al XVI, y la naturalista o colorista de la Escuela de Amberes del siglo XVII. 
Las dos primeras hacen referencia a la pintura de los Países Bajos que surgió dentro del Renacimiento Europeo. Estaban formadas por un conjunto de artistas relativamente aislados de la revolución del Renacimiento y algunos, como la escuela reaccionaria, contrarios a influencias italianizantes.
Aún conservaban rasgos del estilo gótico, técnicos, como el uso de la tabla en lugar del lienzo, y temáticos, sobre todo religiosos y espirituales. Sin embargo, su habilidad detallista e intereses les impulsaron a investigar y a descubrir de forma empírica la perspectiva, a perfeccionar la técnica del retrato al que dotaron de gran profundidad psicológica y a reivindicar el paisaje como tema pictórico.
Su concepción medieval del artista como artesano evitó que muchos de estos pintores fueran conocidos puesto que bastantes no firmaban sus obras hasta bien avanzado el siglo XVI. Tampoco se entregaron demasiado a la reflexión sobre su arte por lo que son escasas las biografías y los tratados sobre sus técnicas, aunque alguno nos ha llegado.
De la pintura flamenca se pueden observar obras maravillosas en España, ya que sus reyes fueron admiradores de su pintura. Destacan por su importancia los depósitos del Museo del Prado, como por ejemplo el retablo del Descendimiento de Rogier van der Weyden.

## Contexto histórico y geográfico
Con frecuencia nos referimos a esta pintura con la expresión “Primitivos flamencos”, dando a entender que se trata de un arte que no ha alcanzado su plenitud, que es torpe, ingenuo, etc. Este término surgió debido a que la pintura ejecutada por estos artistas es la primera gran pintura (cronológicamente) dentro del territorio enmarcado: no hay una pintura anterior destacable (sí miniaturas y otros medios de arte figurativo).
Desde luego, nada más lejos de la realidad. Cuando nace esta espléndida escuela, la pintura de los Países Bajos tiene tras de sí una larga historia, con momentos tan excelentes como los que corresponden al Románico y al Gótico Internacional. Por otro lado, seguimos llamándolo “flamenco”. Pero Flandes solo constituye una parte de los Países Bajos.
Durante el siglo XV se darán unas circunstancias favorables que colaborarán en la creación de una importante escuela de pintura en esta zona de Europa. En esta época las ciudades más destacadas de este territorio eran Gante, Brujas e Ypres, pues todas ellas formaban nudos de enlace entre las redes comerciales que unían el norte europeo con el resto del Occidente conocido. Esta región formaba parte, en esta época, del ducado de Borgoña, cuyos gobernantes, los duques, habían sido mecenas del arte gótico. Poseía una alta densidad de población, de las más altas de Europa, con una concentración urbana también superior a la media europea, donde eran varias las ciudades destacadas, ricas, con comerciantes importantes y numerosos artesanos. 

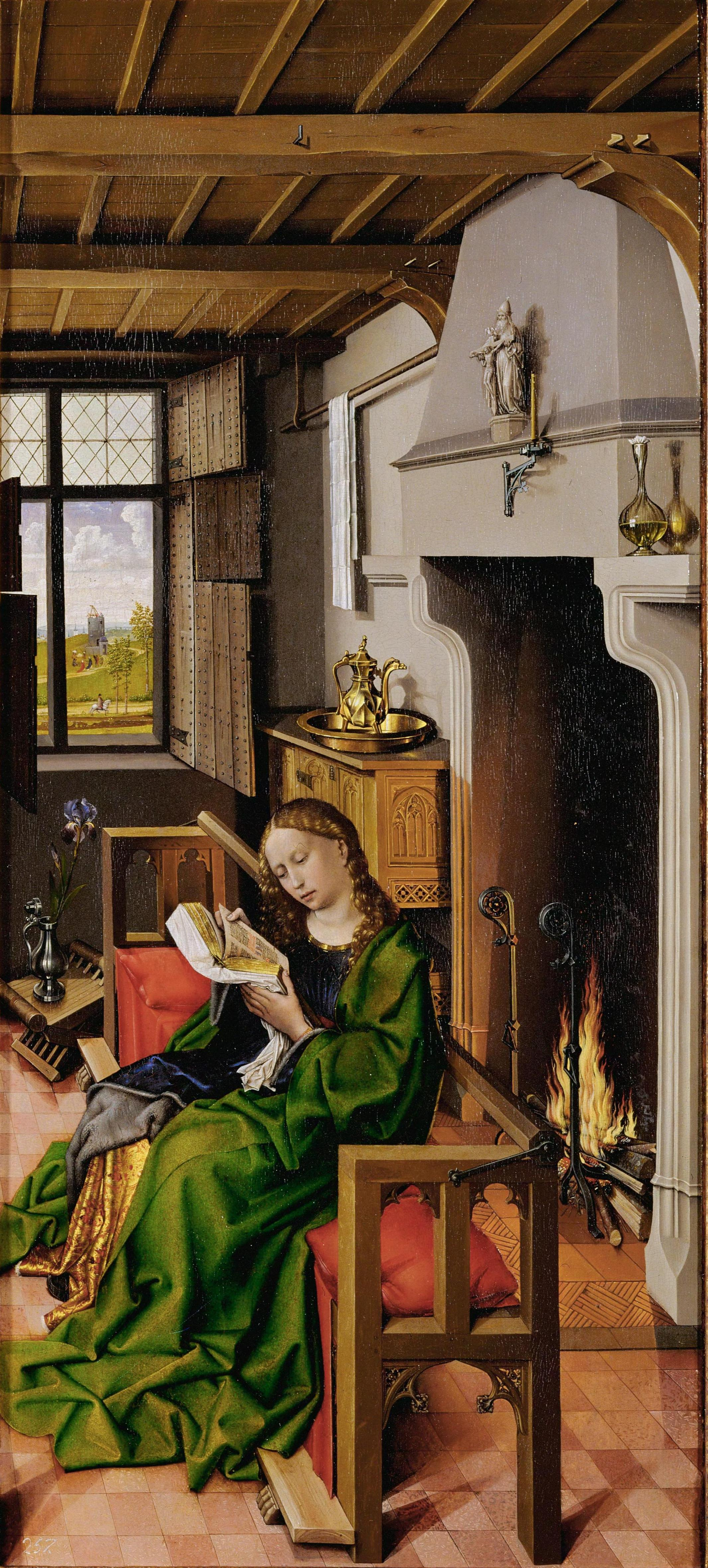
Santa Bárbara, 1438, Museo del Prado de Madrid. La minuciosidad en el detalle es una de las características más notables de la pintura flamenca, como puede apreciarse en el paisaje que se contempla a través de la ventana de esta tabla de Robert Campin.

Además, ya desde 1380 aproximadamente, a causa de la Guerra de los Cien Años, París dejó de ser la capital artística que había sido hasta entonces. Así que quienes antes emigraban, ahora se quedan y trabajan para la burguesía de las ciudades o los grandes comerciantes europeos, sobre todo italianos y españoles, que apreciaban cada vez más su arte.
En aquel momento fue cuando en Tournai residió Robert Campin y, casi al mismo tiempo, en Gante, Hubert van Eyck con su hermano menor, y mejor conocido, Jan van Eyck. Fueron, seguramente, los que revolucionaron la pintura, perfeccionando el uso del óleo con importantes consecuencias sobre el resultado final, usando colores de gran calidad, obteniendo extraordinarios efectos con las veladuras, etc.
En el cambio del siglo XV al XVI los artistas ya comenzaban a percibir los ecos del Renacimiento italiano. En 1477 el ducado, estimado por su relevancia económica, pasó a estar bajo el control de los Habsburgo. Los Habsburgo poco después también heredarán los reinos españoles con Carlos I (1516), reinando en la península hasta el 1700, lo que determinó que el arte español del Renacimiento y el Barroco estuviera íntimamente relacionado con las formas flamencas.
Pese a la progresiva aceptación del Renacimiento, los artistas siguieron siendo fieles a la propia y rica tradición, ya que se trataba de algo aún vivo y con capacidad de creación. Muchos no renunciaron al buen oficio, al gusto por el detalle, al realismo en los retratos o al paisaje que se constituye en protagonista de sus obras en muchas ocasiones.

## Características técnicas
La pintura flamenca carece de precedentes en gran formato, a excepción de las vidrieras. Pero sí tiene precedentes en las miniaturas, sobre las cuales posee una larga tradición de excepcional calidad. Esto determinará algunas características del arte flamenco, como serán el empleo de colores brillantes, que recuerdan a los pigmentos usados para la iluminación de las miniaturas. También el detallismo aplicado a estas pequeñas obras maestras se transmite a la pintura de gran formato. Este rasgo lo permite en gran medida el avance técnico sobre el óleo, que ya se había descubierto, pero que tenía un proceso de secado tan lento que no lo hacía demasiado útil.
Los pintores flamencos del s. XV no inventaron la técnica al óleo, pero sí se encargaron de aplicarla sistemáticamente, contribuyendo a su consolidación y difusión durante el siglo XV y XVI. Utilizaban tintas fluidas y transparentes, aplicadas por medio de veladuras para obtener las luces, para sombrear delicadamente o para matizar el color del fondo.
Los flamencos usaban una técnica mixta de temple y óleo. Una primera capa, normalmente al temple, se usaba para definir el dibujo y el modelado con sus luces y una ligera indicación del color. La siguiente capa, al óleo, servía para que el artista se dedicase exclusivamente a la representación del efecto cromático.
Conservaron como soporte, sin embargo, la tabla, que había sido el más importante durante la Baja Edad Media, a pesar de que en Venecia ya se estaba empezando a generalizar el uso del lienzo. Esto es indicativo de lo íntimamente unidos que estaban los conceptos de artista y artesano aún en aquella época.

## Escuela Flamenca y Renacimiento
La escuela de pintura renacentista flamenca es muchas veces llamada Ars Nova (Arte Nueva) por los eruditos y la crítica de arte, aunque tal apelativo no debe confundirse con su homónimo musical.

El suyo fue un avance técnico y artesanal que nada tiene que ver con el carácter intelectual y reflexivo de las primeras aproximaciones al Renacimiento que se dan en la Toscana al mismo tiempo. Los pintores de la Escuela Flamenca no recuperan la Antigüedad Clásica como modelo, ni se pone en cuestión el concepto artesanal del oficio. Aparte de trabajar para la corte, tenían clientes entre la burguesía y los comerciantes que residían en las ciudades.
Los flamencos no suelen teorizar sobre sus descubrimientos, o sobre las personalidades de sus artistas, como hacían sus contemporáneos italianos. Se sigue trabajando en parámetros tardo-medievales, aunque ciertos autores, como Jan van Eyck, empiezan a tener conciencia clara de su arte particular y empiezan a firmar sus obras.
No existen apenas tratados de pintura flamenca de la época ni tampoco biografías de sus principales autores. Esta falta de elaboración teórica puede que responda a una vocación espiritual: mientras los italianos trataban de renovar el conocimiento del mundo mediante la medida humana, empleando para ello las ciencias y la razón, los flamencos vivían de cara a una experimentación religiosa o espiritual de lo visible.

### Recuperación de la perspectiva

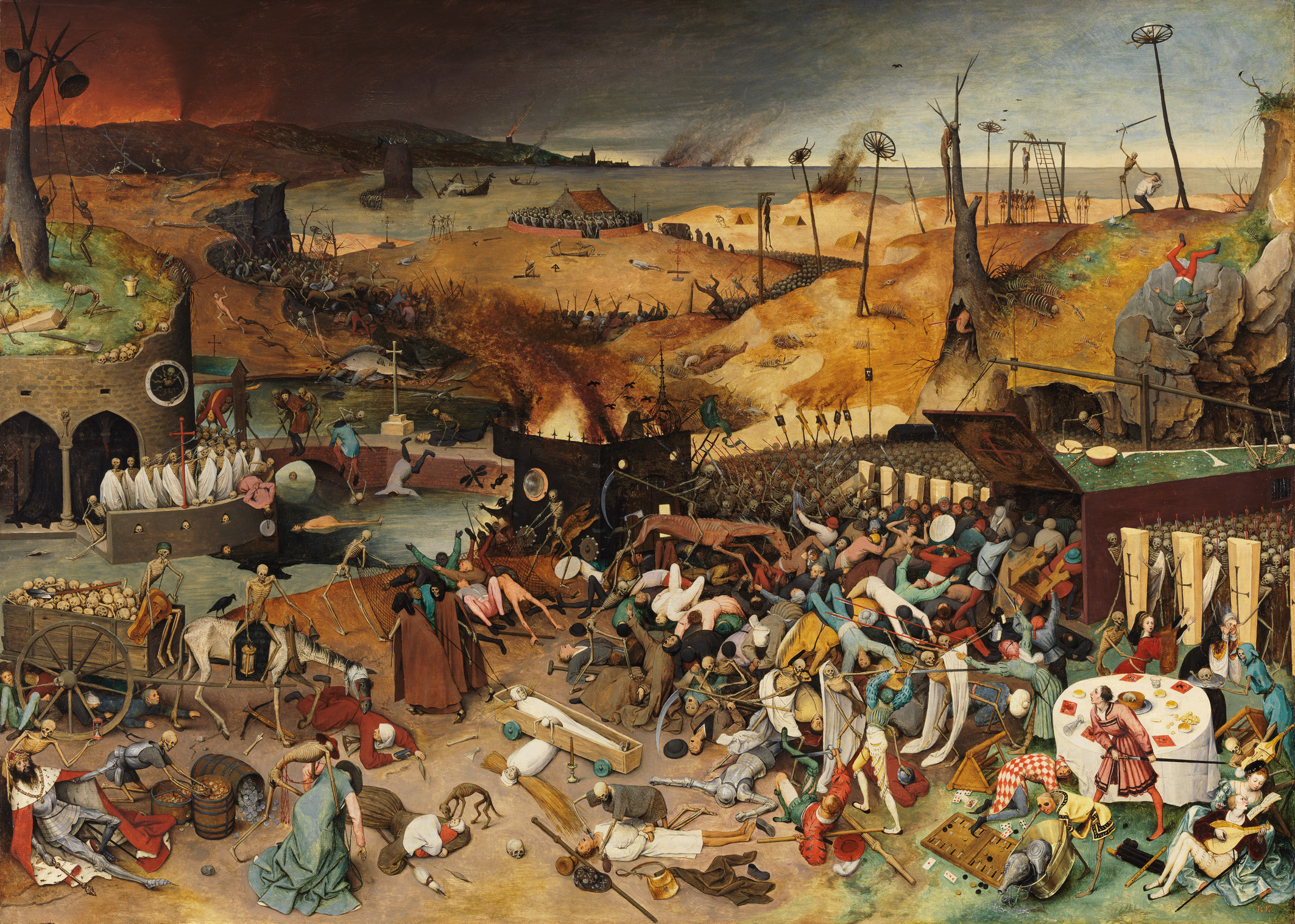
El Triunfo de la Muerte (Brueghel el viejo). Ejemplo de perspectiva caballera

Descubren, al tiempo que los italianos, la perspectiva lineal y la aérea, pero de manera empírica y no según un desarrollo matemático u óptico. El proceso de transición del planismo medieval a la perspectiva lineal del Quattrocento es lento, y los últimos siglos del Medievo transcurren entre experimentos, tanteos y ensayos imperfectos para romper el plano pictórico y recuperar la tercera dimensión.
Entre estos tanteos puede contarse la llamada "perspectiva caballera" o "a vista de pájaro", consistente en representar la escena como si el pintor se hallase situado en un punto de vista elevado (como una persona que va a caballo), de manera que los objetos supuestamente más próximos al espectador se disponen en la parte inferior del cuadro, en primer plano, desde donde se van superponiendo en vertical a medida que se les supone más alejados, escalando el cuadro hasta su parte más alta, donde con frecuencia se dibuja la línea del horizonte.
Así se inicia tímidamente la sugerencia de la tercera dimensión en un retorno de la pintura hacia el mundo natural. Estos ensayos de "perspectiva caballera" se generalizan en el periodo de la pintura gótica, conocido como Gótico Internacional o Cortesano. Tales técnicas permiten una representación extremadamente naturalista del mundo, que se satura de símbolos espirituales.
Ya en el siglo XV, los pintores flamencos y alemanes utilizaban experimentalmente todo tipo de sistemas perspectivos, métodos empíricos en ocasiones como el del espejo convexo (utilizado por Jan van Eyck en su obra El matrimonio Arnolfini) para representar a modo de gran angular abarcando un espacio más vasto. El texto teórico que recoge los sistemas perspectivos nórdicos es el De artificiali perspectiva, de Jean Pélegrin, conocido como Viator, y que es el equivalente al Tratado de Alberti para la pintura renacentista.
Entre otros sistemas se recoge en este texto la llamada "perspectiva cornuta" conocida como perspectiva angular u oblicua, que fue un procedimiento utilizado por los pintores flamencos durante el siglo XV. Pero la representación de mayor interés en este tratado es la que trata del sistema "con punto de distancia". En realidad es similar a la perspectiva lineal albertiana, de la que parece una fórmula simplificada, de ejecución más fácil y clara, y que procede, desde luego, de la práctica de los talleres de pintura nórdicos.
Mientras que en los cuadros del Renacimiento italiano la luz tiene la función de hacer visibles los objetos y arquitecturas resaltando los valores volumétricos, en la pintura flamenca, en la que la perspectiva se aproxima más a la visión natural, el aire se palpa sensorialmente, como una realidad individual, como un elemento más que está presente en el cuadro. Se apuesta así por el uso de la gradación de color hacia grises azulados para los objetos lejanos, como haría Leonardo da Vinci en su "perspectiva aérea".

## Temas
El tema religioso predomina en esta etapa, desde la recreación de pasajes bíblicos, hasta los referentes a la vida de santos o anacoretas.
Algunos, como El Bosco o Brueghel el viejo, pintan cuadros ejemplarizantes donde se describen los pecados y sus consecuencias o concepciones más bien filosóficas del mundo basadas en creencias o dichos populares. Para ello se ayudan de una desbordante fantasía de elementos y composición que logra comunicar a través de un lenguaje muy simbólico y sofisticado.

### Reivindicación del paisaje
En un cuadro flamenco encontraremos una escena que siempre remite al paisaje, bien sea a través de una ventana, bien porque se desarrolle efectivamente al aire libre. Estos paisajes se realizaban sin apuntes del natural, con lo cual sus elementos estaban completamente estereotipados: la forma de las rocas, aristadas y sin vegetación, las ciudades en la lejanía, torreadas y de colores, los árboles en forma de pluma, con troncos delgados y largos, etc.
Los personajes se distribuían equilibradamente, bien en el centro si era uno sólo, bien simétricamente si eran varios. Las acciones eran muy comedidas y apenas se dejaban lugar al movimiento. Los personajes podían compartir pero jamás robar protagonismo al paisaje.

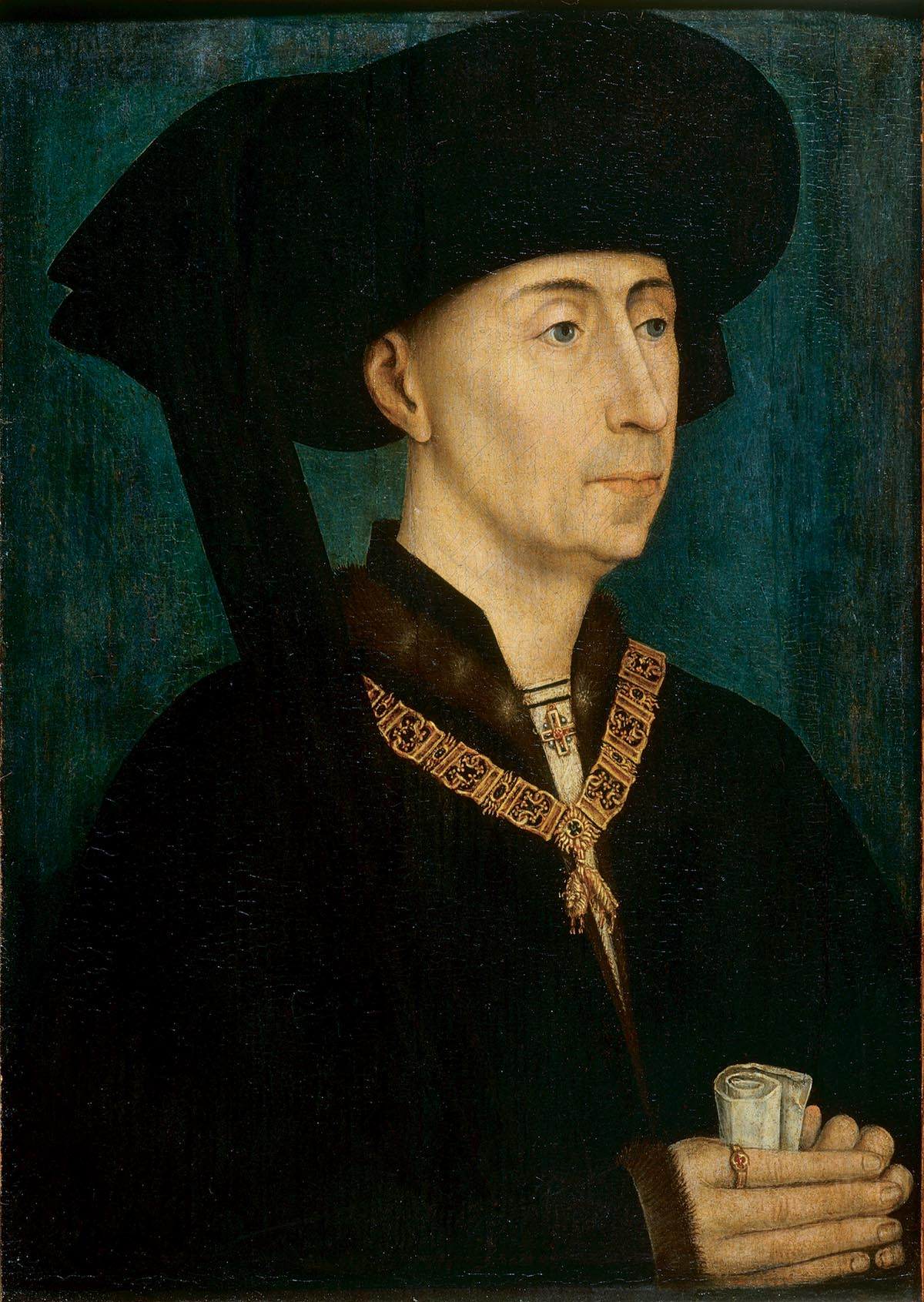
Retrato de Felipe el Bueno, copia del taller de Rogier van der Weyden.

### El retrato
Flandes es, además, una de las primeras regiones en llevar a cabo retratos con penetración psicológica del modelo. El retrato típico flamenco, que será adoptado con éxito en España durante siglos, es el que capta al personaje de menos de medio cuerpo, no frontalmente, sino ligeramente girado sobre sí mismo, sobre fondo neutro de color oscuro, e incluyendo el rostro y las manos con algún símbolo.
El hecho de que el personaje aparezca levemente girado permite involucrarle en el espacio, el cual no se representa mediante trucos de mobiliario o fondo arquitectónico. Tan sólo la presencia de la figura, sobre un fondo perdido, insinúa la existencia del volumen y el espacio que ocupa.
Posteriormente, ya en el siglo XVII, en la escuela de Amberes el retrato flamenco evolucionaría hasta su máximo esplendor en un estilo más naturalista y colorista.

## Autores
En los siglos anteriores, tuvieron como predecesores al maestro Broederlam, y a los Hermanos Limburgo "Limbourg".
Los principales pintores flamencos de los siglos XV y XVI fueron:
| Robert Campin Jan Van Eyck Rogier van der Weyden Hugo van der Goes Hans Memling Petrus Christus | Dieric Bouts El Bosco Pieter Bruegel el Viejo Ambrosius Benson Pieter Coecke |  |

Descendimiento de la cruz (Rogier van der Weyden), h. 1436.

En la segunda mitad del siglo XV, el estilo flamenco se difunde por Europa:
- Francia:
  - Jean Fouquet
  - Enguerrand Quarton
  - Nicolas Froment
  - Maestro de Moulins
- Alemania:
  - Konrad Witz
  - Martin Schongauer
  - Hans Holbein el Viejo
  - Michael Wolgemut
- Portugal: Nuno Gonçalves
- España
  - Corona de Aragón: Luis Dalmau, Jaime Huguet, Jaume Vergós, Rafael Vergós, Pau Vergós, Jacomart, Joan Reixac, Bertomeu Baró, Pere Nisart, Bartolomé Bermejo
  - Corona de Castilla: Jorge Inglés, Maestro de Sopetrán, Juan Rodríguez de Segovia, Sancho de Zamora, Maestro de los Reyes Católicos, Fernando Gallego, Juan Sánchez de Castro.